# Studna

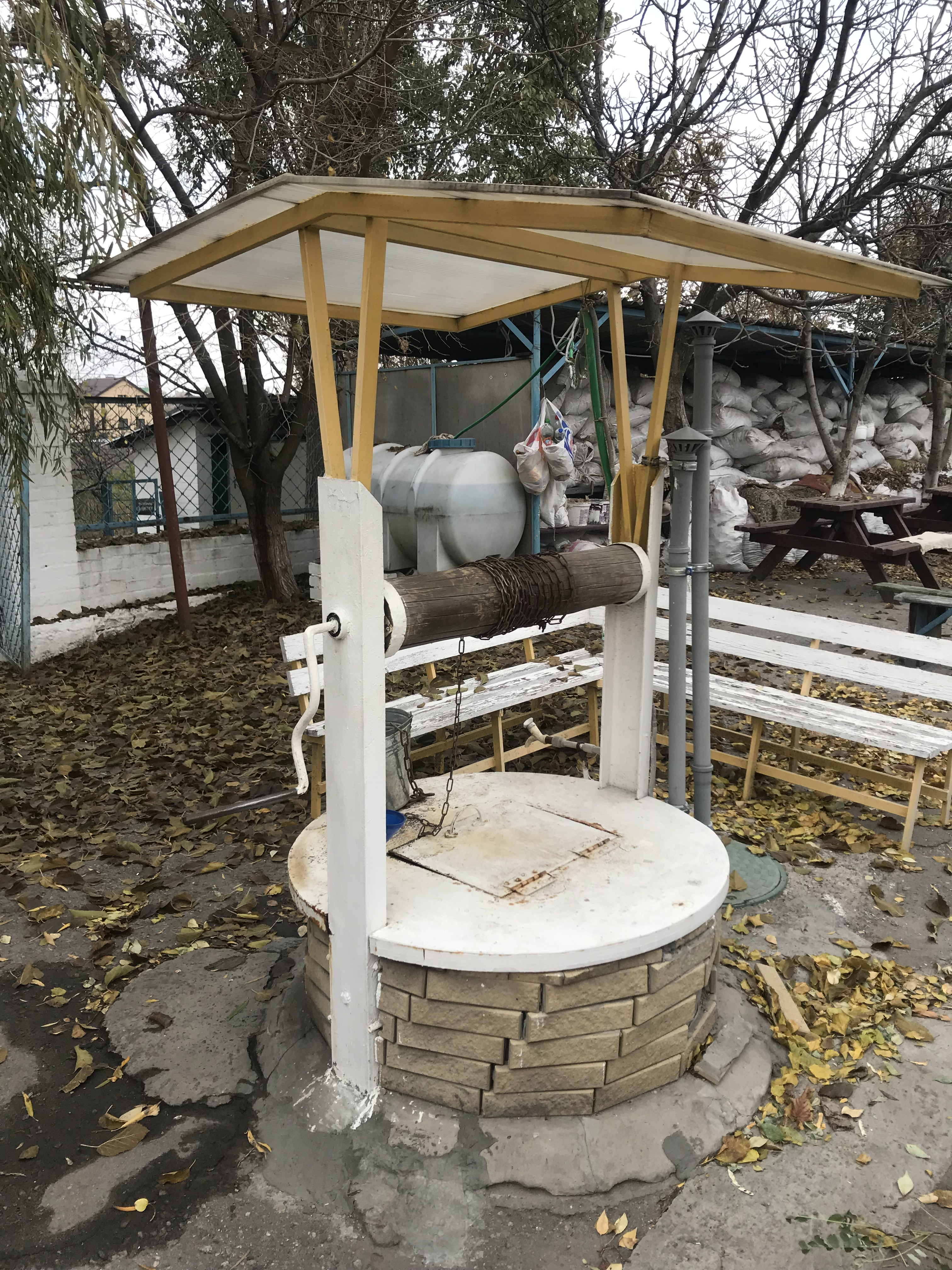
Studna poblíž chrámu sv. Mikuláše na Monastirském ostrově v ukrajinském městě Dnipro

Studna nebo také studně je většinou svislé zařízení sloužící k jímání a odběru podzemní vody. Často se tímto termínem označují nejen kopané studny, ale i studny vrtané. Jedná se o druh podzemní stavby ve smyslu Vodního a Stavebního zákona. Rozlišujeme studny s volnou hladinou a studny s napjatou hladinou. Pojem studánka se naproti tomu používá pro pramenný vývěr, tedy místo, kde voda sama přirozeným způsobem vyvěrá na zemský povrch.

## Historie
Studny se budovaly už od starověku. Již ve starém Egyptě se studny i vrtaly (primitivními ručními zařízeními nárazovým způsobem) a mnohdy i do značných hloubek. Ve středověku se mnohé studny kopaly nebo i hloubily hornickým způsobem (šachty). Například na hradech kopali studny i za cenu velkých nákladů tak hluboké, dokud na vodu nenarazili, protože sloužily jako důležitý zdroj vody v případech obléhání. Studny měly a stále mají velký význam pro zásobování vodou.

## Význam v hydrogeologii

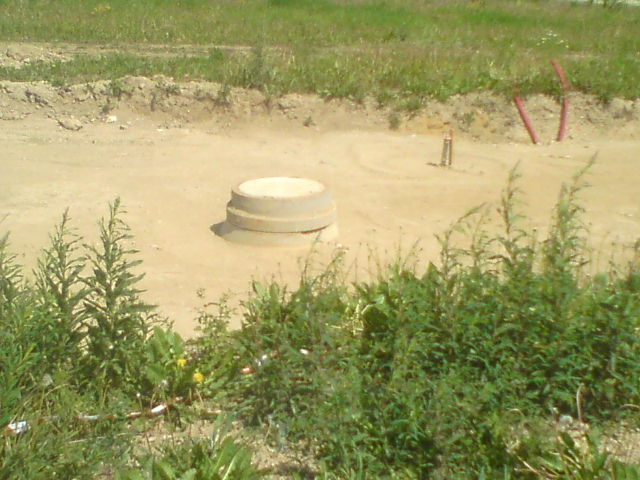
Studna uprostřed staveniště

Studna představuje:

### Vertikální jímadlo podzemní vody
- a) podle délky otevření kolektoru na úplné a neúplné
- b) podle průměru:
  - trubkové (maloprůměrové)
  - trubní (vrtané běžnými vrtnými průměry)
  - velkoprůměrové (šachtové, vrtané, kopané, spouštěné)

### V hydraulických výpočtech
Přijaté zevšeobecňující označení pro umělý vertikální objekt umožňující přítok nebo doplňování podzemní vody (t.j. pro studnu, vrt nebo šachtu).

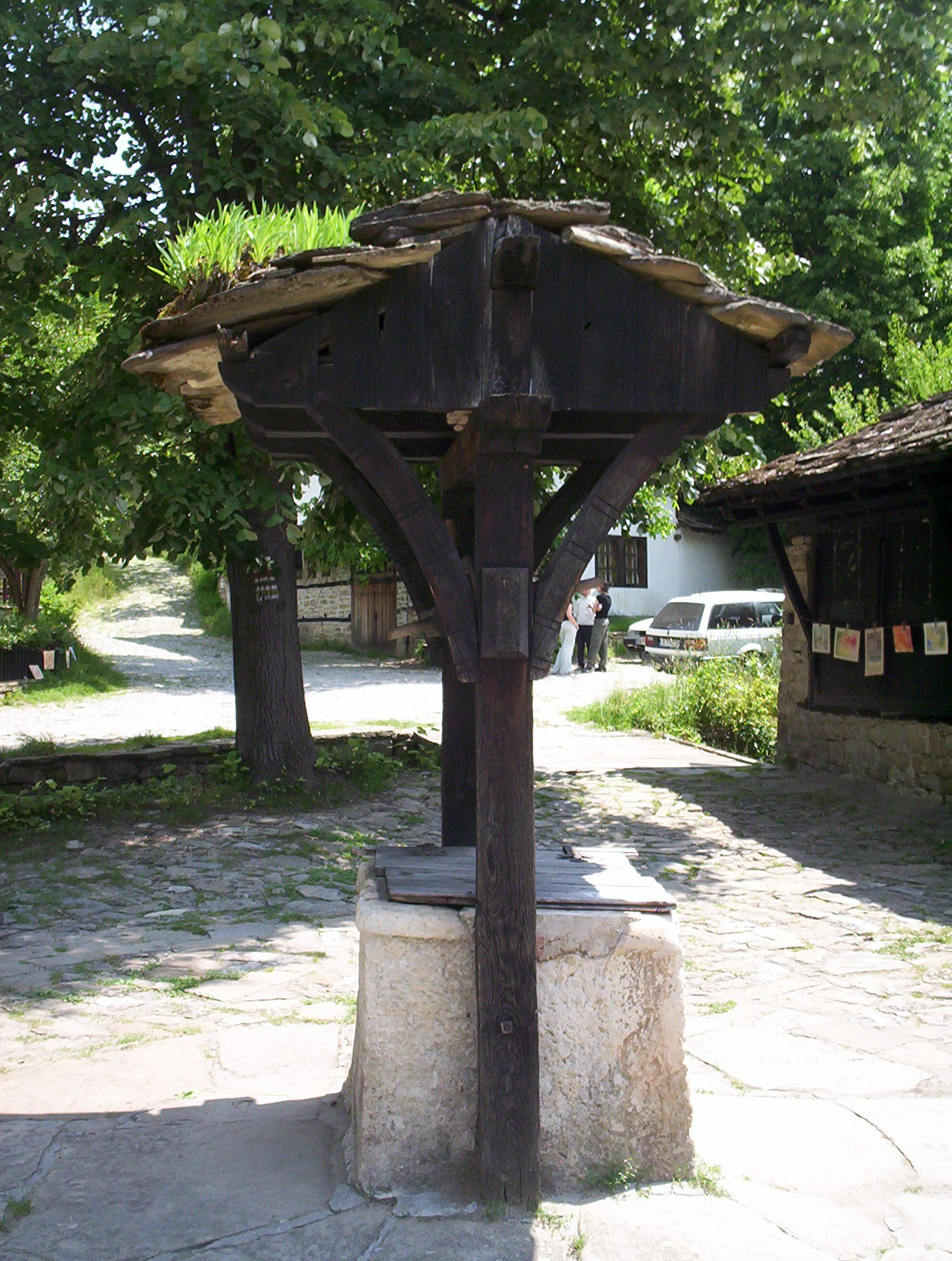
Studna v Bulharsku

## Druhy studní
Studny se rozdělují podle způsobu otevření hydrogeologického kolektoru, podle jejich hydraulické funkce nebo technického provedení.

### Způsob otevření hydrogeologického kolektoru

#### Úplná studna
Úplná studna (fully penetrating well) je studna, která prochází celou mocností zvodněného kolektoru až do počevního izolátoru a jejíž otevřený úsek je totožný s mocností zvodněného kolektoru.

#### Neúplná studna
Neúplná studna (partially penetraling well) je studna, jejíž otevřený úsek neprochází celou mocností zvodněného kolektoru. Hydrodynamická nedokonalost neúplné studny daná neúplností otevření zvodně se charakterizuje stupněm průniku (L/M, kde L = délka otevřené filtrační části studny, M = mocnost zvodně).

### Druhy hydraulické funkce studny

#### Hydraulicky dokonalá studna
Hydraulicky dokonalá studna (hydrodynamically perfect well, well without well losses) je vertikální záchytný objekt (studna, vrt), do kterého vstupuje voda bez jakéhokoliv dodatečného odporu.

#### Hydraulicky nedokonalá studna
Hydraulicky nedokonalá studna (hydrodynamically imperfect well, well with well losses) je vertikální jímací objekt, do něhož vstupuje při odběru voda s tlakovými ztrátami.

#### Fiktivní studna
Fiktivní studna (image well) je zrcadlový obraz reálné studny v teorii zrcadlového zobrazení fiktivních studní, popisující hydraulický vliv boční hranice zvodně při odběru vody ze studny (vrtu) v blízkosti této hranice. Vliv nepropustné boční hranice (nepropustného zlomu, linie faciálního přechodu) na snížení hladiny vyvolané odběrem vydatnosti Q ze studny je totožný s vlivem fiktivní studny se stejnou odebíranou vydatností, která je situována jako zrcadlový obraz reálné studny tak, že hranice představuje osu symetrie mezi reálnou a fiktivní studnou. Vliv napájecí hranice (napájecí povrchový tok, napájecí zlom) se projevuje obdobně s tím rozdílem, jako kdyby fiktivní studna fungovala jako nalévací studna s konstantním přítokem Q do studny z povrchu.

### Druh technického provedení

#### Emšerská studna
Jedná se o hlubokou nádrž, kterou protékají a v níž sedimentují odpadní vody. Sediment u dna vyhnívá asi čtvrt roku a pak se vypouští na kalová pole. Po dozrání slouží jako hnojivo.

#### Jehlová studna
Jedná se o děrovanou trubku o malém průměru, která se do země zatlouká nebo vplavuje.

#### Pohlcovací, vsakovací a infiltrační studna
Pohlcovací studna nebo také vsakovací či infiltrační studna (disposal well, recharge well) je studna určená ke gravitačnímu nebo tlakovému dodávání tekutin do kolektoru s cílem doplňovat zásoby podzemních vod (umělá infiltrace), vytvářet hydraulickou clonu, skladovat užitkové tekutiny a ukládat tekutý odpad. Konstrukce těchto studní odpovídá uvedeným účelům a hloubce kolektoru.

#### Vrtané studny

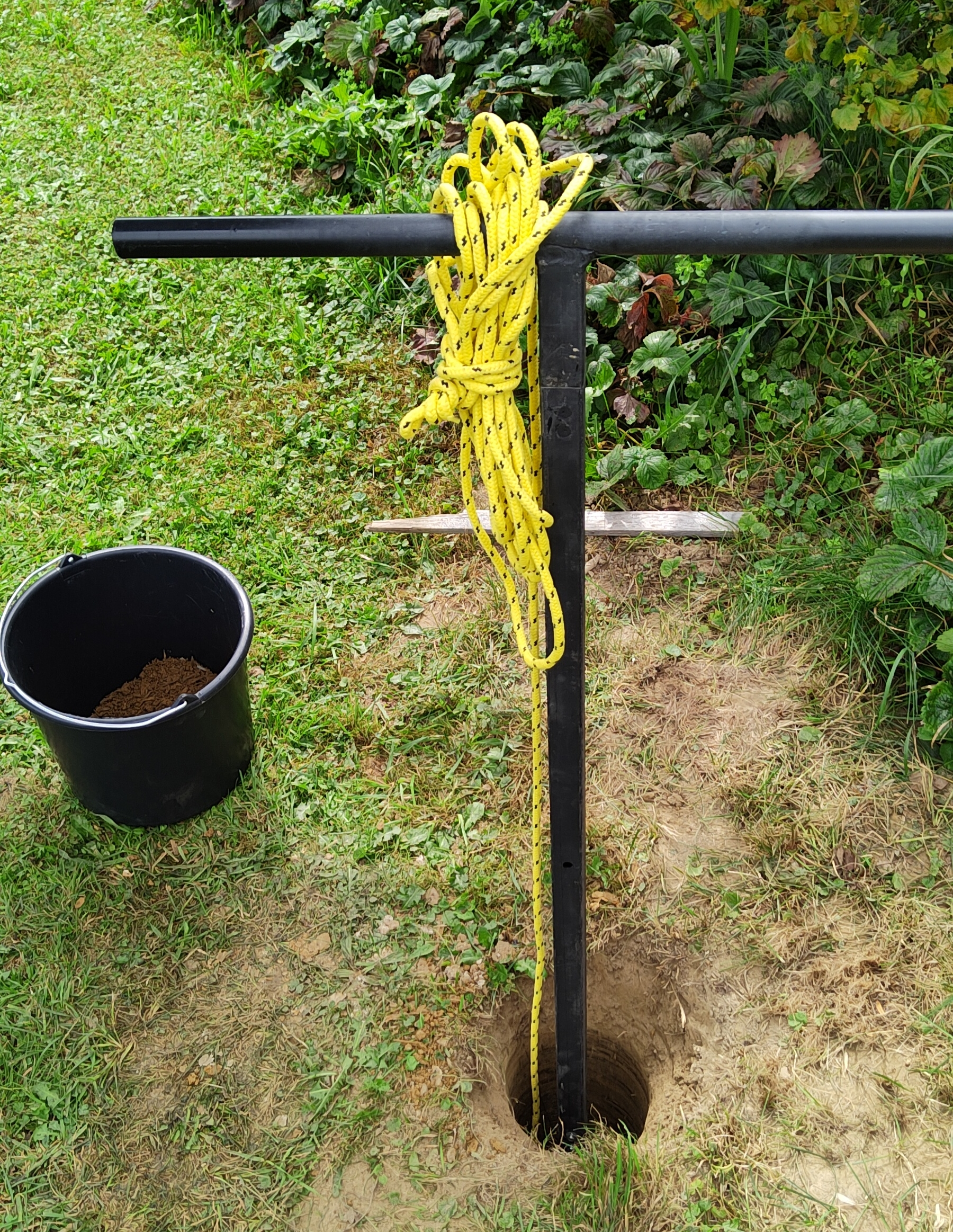
Vrtání studny bez těžké techniky

Ty jsou budovány pomocí vrtných souprav nebo vrtány ručně bez těžké techniky a poškození okolní zeleně na zahradě. Pro jímání podzemní vody jsou vystrojeny zárubnicemi z různých materiálů (PE, PVC, ocel antikoro) - viz vrt.

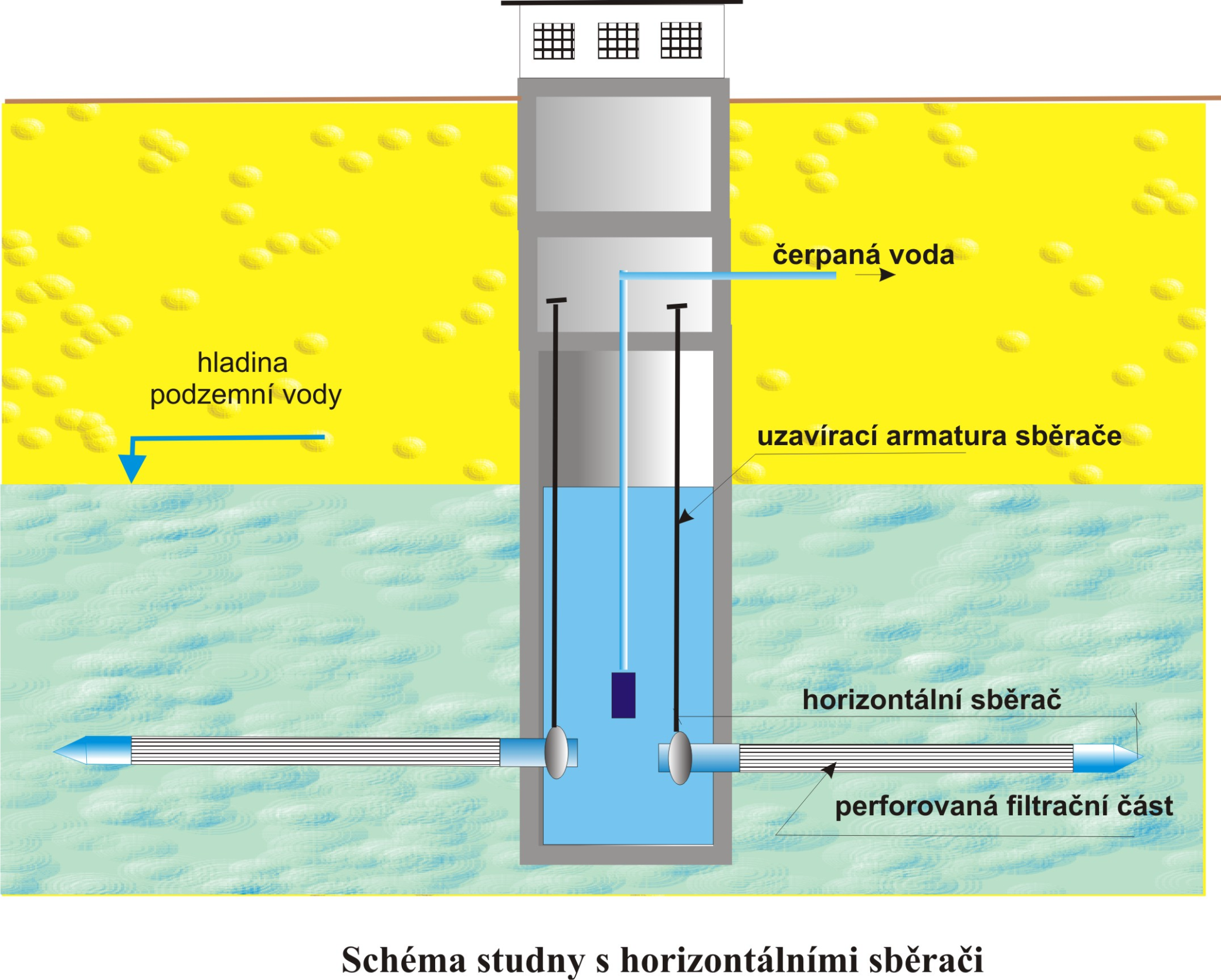
Studna s horizontálními sběrači

#### Velkoprůměrové studny
Tyto studny mají plášť sestaven zpravidla z prefabrikovaných betonových skruží, cihlového, kamenného nebo betonového zdiva. U kopané studny se plášť buduje zespodu nahoru po vyhloubení šachty, u spouštěné studny se plášť zapouští seshora při současném odtěžování materiálu ze studny podkopáváním nebo drapákem vrtné soupravy.

#### Studny s horizontálními sběrači
(radiální studny, studny typu Raney) jsou zvláštním druhem šachtových studní, ze kterých jsou do kolektoru navrtané nebo tlačené horizontální nebo šikmé sběrače. Budují se v hodně mocných nezpevněných horninách s cílem zajištění velkého účinného hydraulického dosahu studny. V Česku existují např. v Káraném v okolí infiltračních van.

## Místo pro studnu
Účelem stavby studny je zajištění zdroje podzemní vody. Budují se tam, kde se podle hydrogeologického průzkumu očekává kolektor podzemní vody s dostatečnou zásobou podzemní vody. Hydrogeologický průzkum vychází ze znalosti hydrogeologických podmínek lokality, hydrogeologických map, výsledků hydrogeologických průzkumů a terénu. Místo s výskytem podzemní vody bývá také vyhledáváno pomocí geofyzikálních metod.

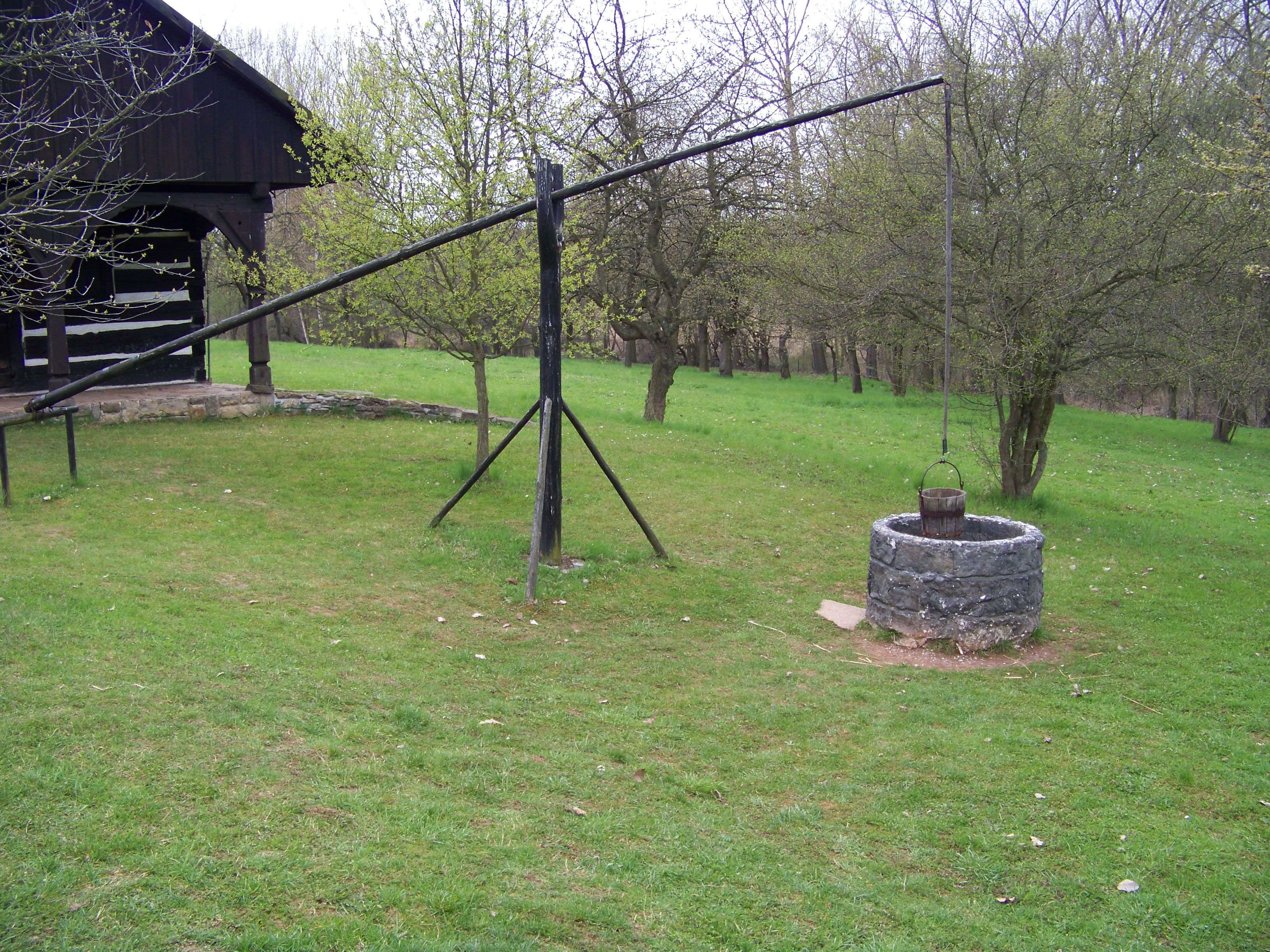
Muzeum lidových staveb Kouřim: studna s vodním vahadlem

## Zajímavosti
- Nejširší studna v ČR se nachází v mělnickém podzemí. Studna ze 14. století má průměr 4,54 m a je hluboká 54 /56/ m.[2]

- Vahadlová studna – Na podpěře bylo upevněné břevno, které sloužilo jako protizávaží při vytahování plného vědra s vodou. Na konci břevna nad studní byl provaz s uvázaným vědrem (dřevěným džberem, putnou), které se spouštělo do studny pro vodu. Prázdné vědro, přivázané na konci provazu, bylo asi 50 – 80 cm nad zemí a tahem za provaz směrem dolů bylo spuštěno do studny a plné samovolně vyjelo nahoru. V Česku jsou tato zařízení u studní k vidění například v Muzeu lidových staveb v Kouřimi nebo ve Fryšavě pod Žákovou horou.